# Nagant
Nagant (Наган) — з 1859 року бельгійський виробник вогнепальної зброї та автомобілів. Штаб-квартира знаходиться в Льєжі. У 1928 році фірму купує компанія Imperia і виробництво автомобілів припиняється.

## Заснування компанії Nagant
«Наган» — стара бельгійська фірма, заснували її два брата: Еміль та Леон, на прізвище Наган. Фірма називалася Fabrique d'armes Émile et Léon Nagant і була заснована в 1859 році.
Вони були одними з найбільших зброярів свого часу, цим і відомі у світі. Але чомусь мало хто знає, що фірма цілих 30 років випускала і автомобілі, причому деякі з їхніх розробок залишили слід в інженерії.

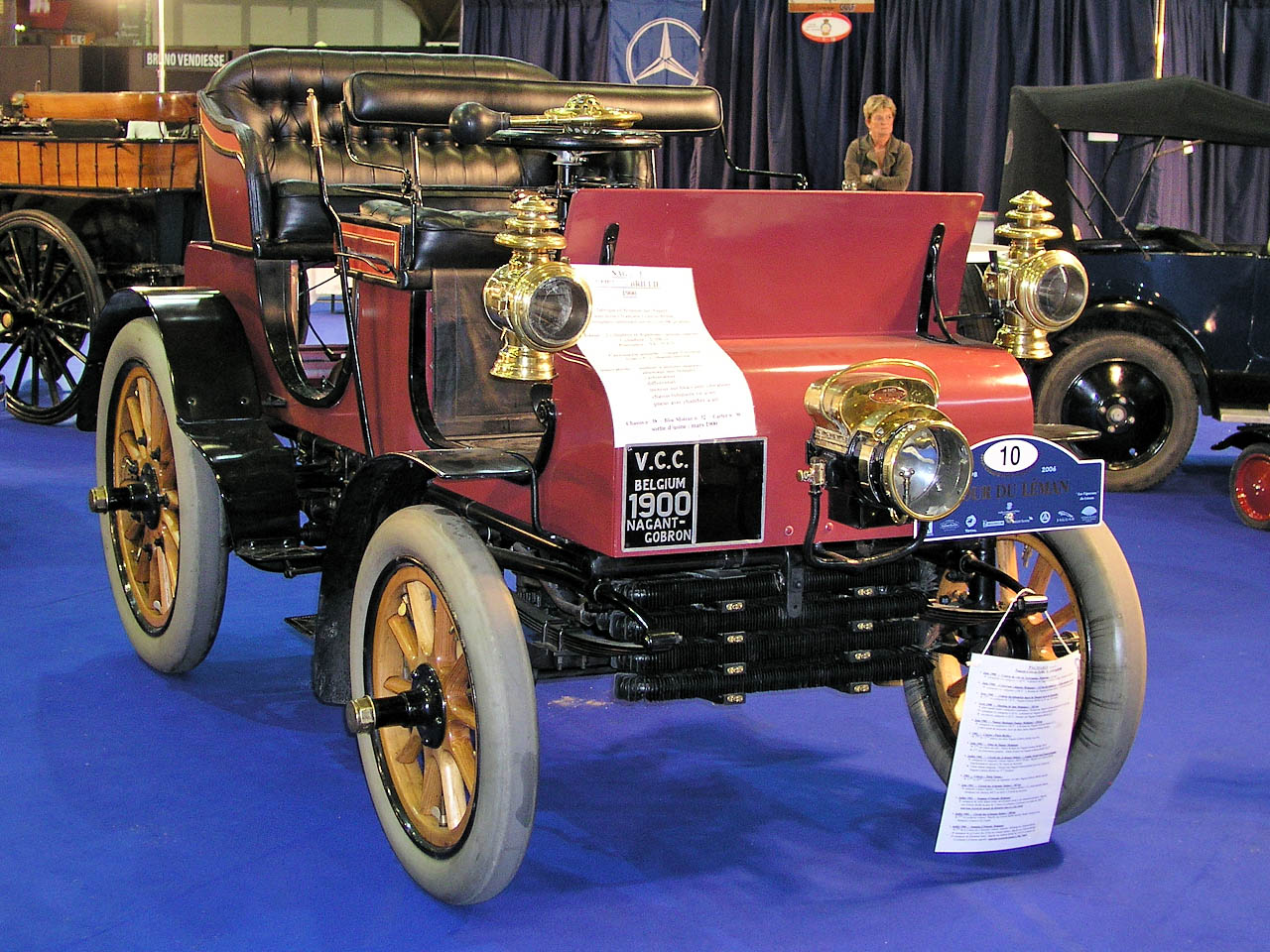
Nagant-Gobron

Отже, 1896 року молодший брат Леон робить перший прототип автомобіля. Цю 2-циліндрову машину проектує йому Раулем де Мез. Але в серію машина не пішла, Леон будує всього кілька екземплярів цього «воза». У 1899 році фірма купує ліцензію на виробництво автомобілів фірми Gobron-Brillie. Машини комплектувалися 2-циліндровим опозитним двигуном.

## Автомобільна історія компанії
У 1900 році помирає старший брат — Еміль, якому було 70 років на той момент, і фірму перейменовують в L. Nagant & Cie, але через 2 роки помирає і Леон, молодший брат, таким чином бізнес перепадає до їхніх синів: Шарля і Моріса Наганів.

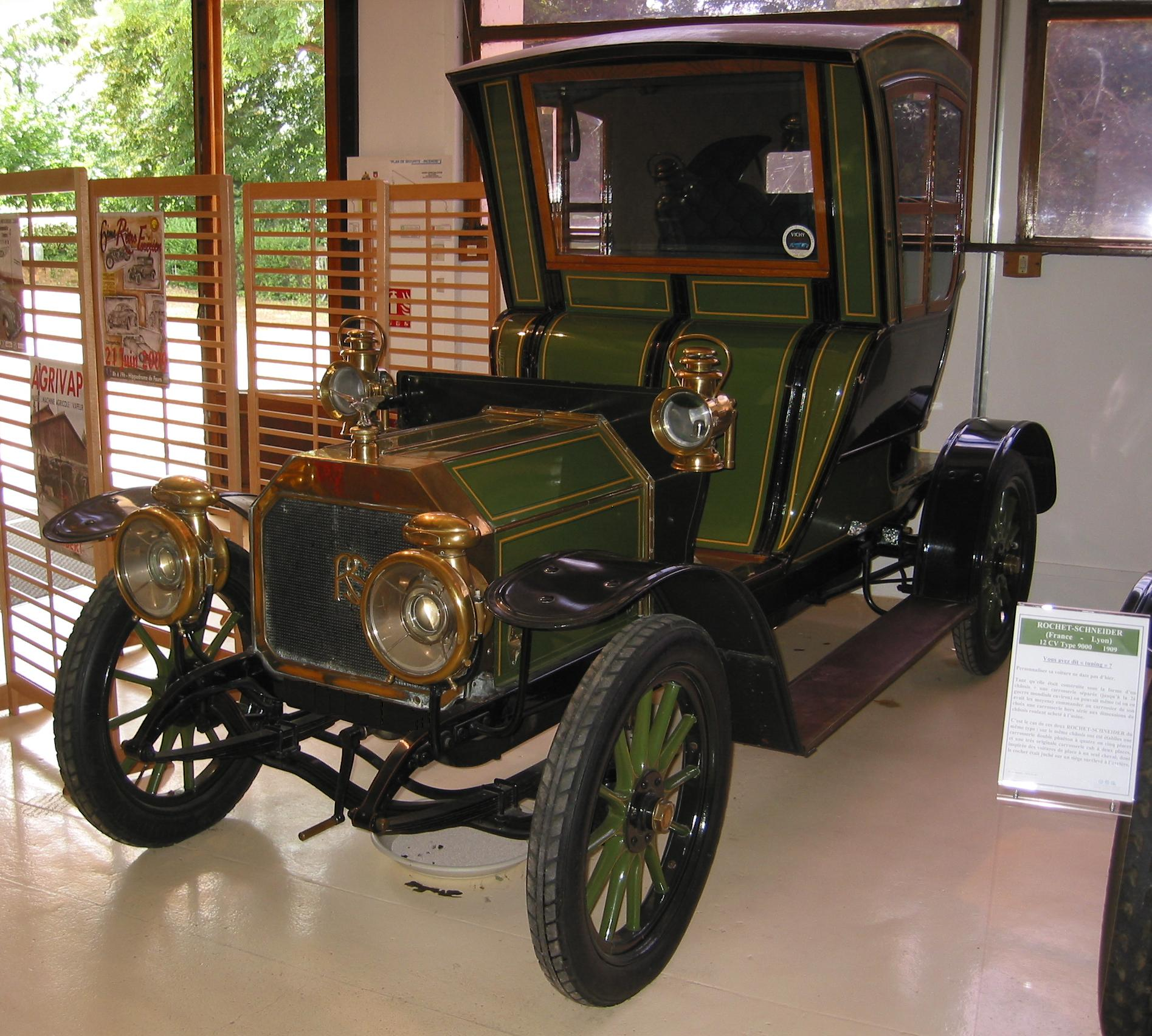
Rochet-Schneider 24/30CV 1903 року

До 1904 року родичі розуміють, що машини, які вони випускають, застаріли, і треба шукати щось в замін. Вони отримують ліцензію на виробництво французьких «Роше-Шнейдер» (Rochet-Schneider) 24/30CV, свою модель вони назвали «Ля Локомотріс» (La Locomotrice). Мотор мав 4 циліндри і об'єм в 6 л, потужність становила 24 сили.
До речі, на автомобілі цієї французької марки потім буде їздити президент Третьої республіки Пуанкаре, так що марка не була «відстійна». Але повернемося до «Наган», вони за 2 роки виробили близько 200 машин, і Моріс, який керував фірмою, вирішив не продовжувати ліцензію, а почати виробництво власних автомобілів. Для цієї мети він наймає німця Ернста Валентайна, щоб той сконструював авто. І в 1906 році на світ з'являється Nagant 35/40CV, 4-циліндровий мотор якого мав об'єм у 6.9 літра і 40 сил, привід був ланцюговим, трохи згодом з'явилася дешевша версія — 20/30CV об'ємом в 4.6 л.
У 1908 році з'являється нова модель — 14/16CV.

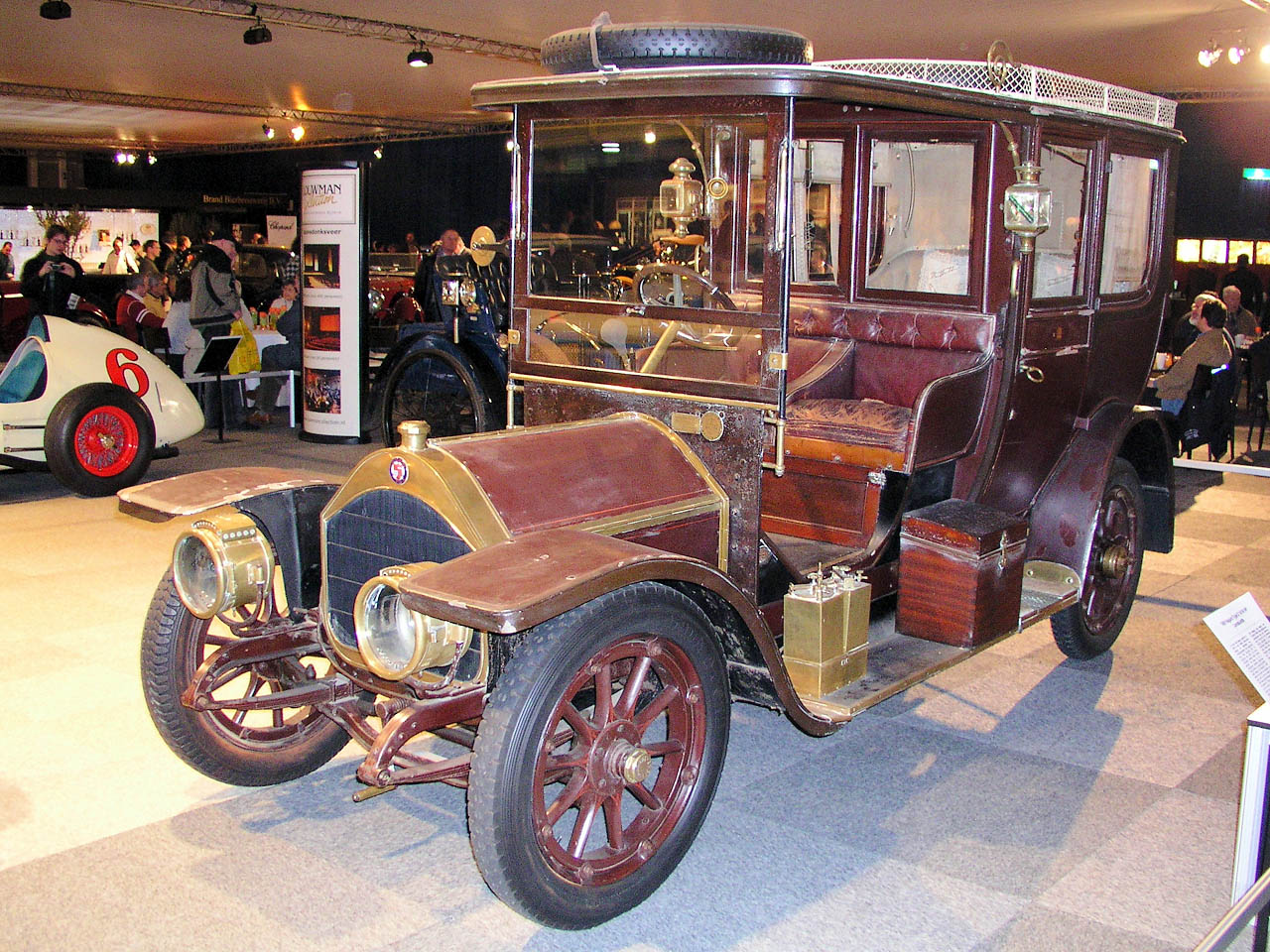
Nagant 14/16CV

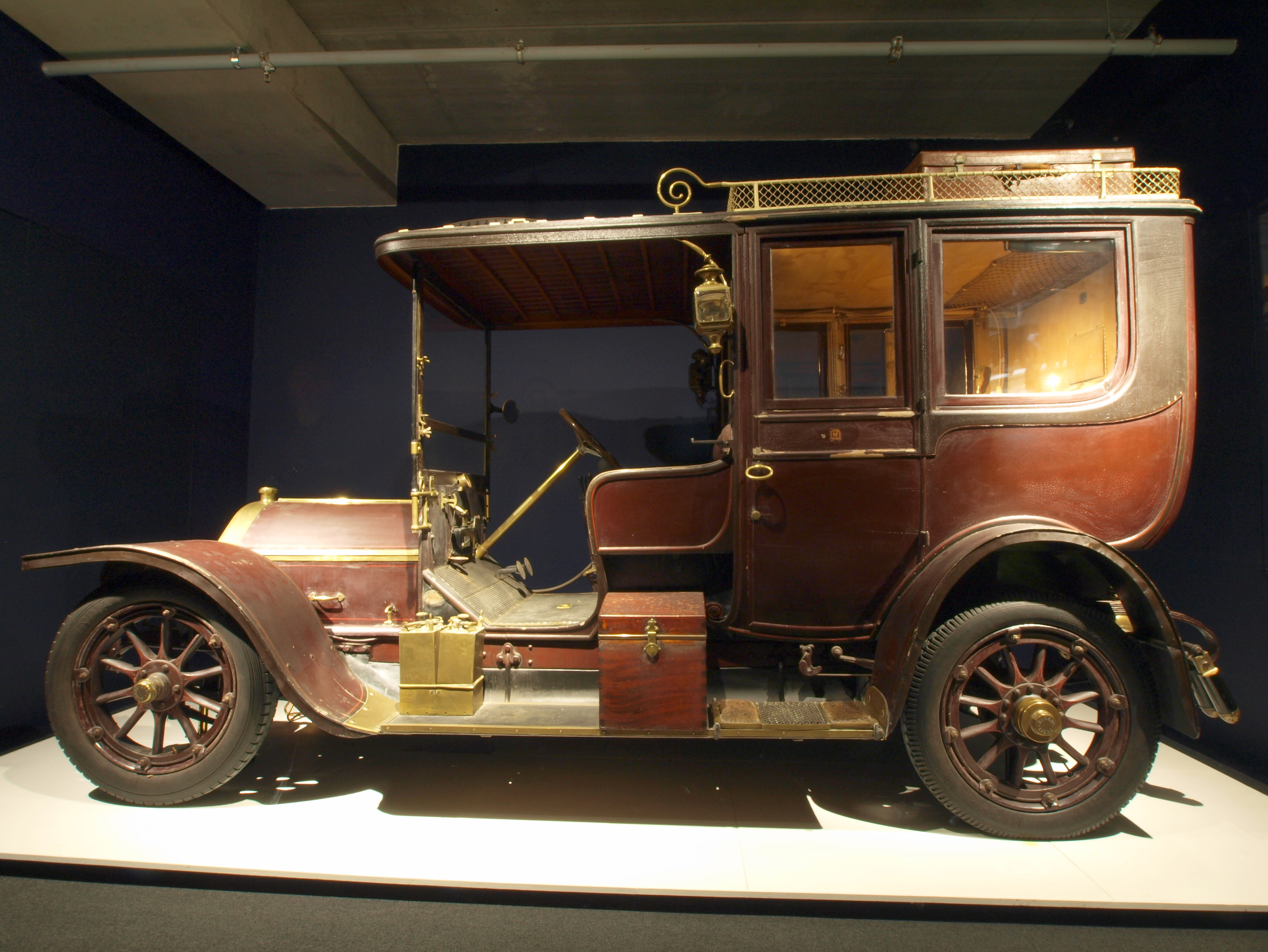
Nagant 14/16CV

Ця 3-літрова машина мала 3-ступінчасту коробку передач і карданний привід від неї до заднього моста, з цього часу всі автомобілі Наган мали тільки карданний привід. Автомобіль випускався до 1911 року.
У тому ж 1909 році у Франції і Німеччині починають за ліцензією Нагана збирати автомобілі, в Німеччині фірма носила назву Нехе (Хексе).
У 1911 році з'явилося 2 нові моделі: 10/12CV з мотором 1.8 літра і 35/45CV з мотором в 5.3 літра.

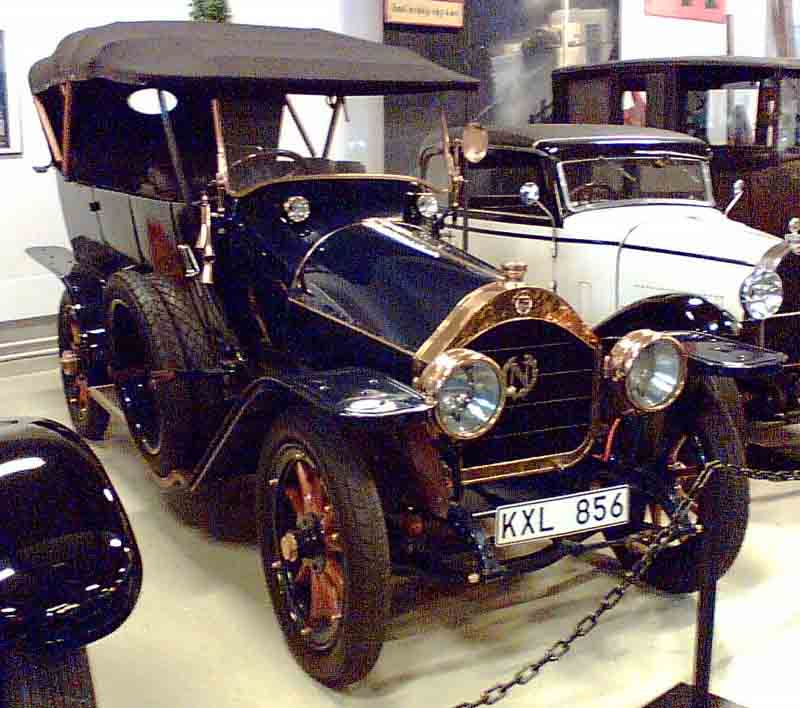
Nagant 7000 I

У 1913 році їх перейменовують в 8000 і 6000 II відповідно. Крім цього з'являються нові серії: 7000 I, яка побудована з мотором моделі 14/16 — 3.0 л.
7000 II, який мав другий індекс 18/24, з мотором 3.3л, 9000 з мотором 3.8 (20/28CV), 6000 I — 4.6 л (24/30).
У 1914 році з'являється нова модель, яка носить назву 20/25CV, мотор має об'єм в 4.5 літра, на базі цієї моделі випускається гоночний варіант, особливість якого в тому, що машина має 2 верхніх розподільчих вала, це був перший серійний автомобіль з таким мотором.
У тому ж році починається Перша світова, Німеччина захоплює Бельгію, Марсель Наган відмовляється працювати на німців. У підсумку він повертається на завод тільки після війни, на жаль, всі виробничі потужності були вивезені. У 1919 році почалося виробництво моделі 2000, мотор мав об'єм 3 л.

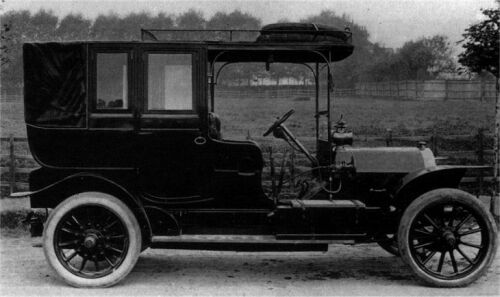
Nagant 2000 Sport 1921 року

## Післявоєнна діяльність фірми

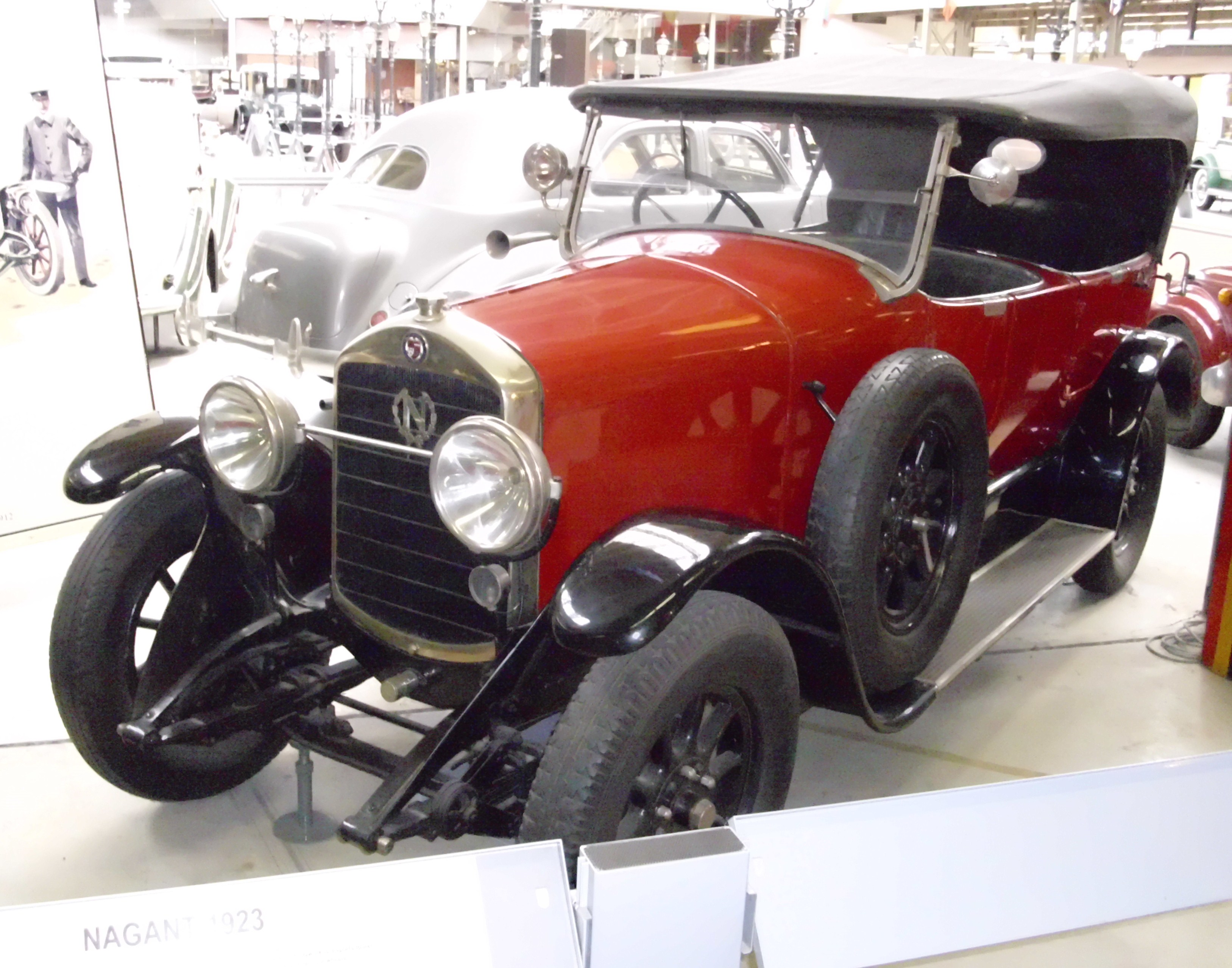
Nagant 1000C/15CV 1921 року

У 1921 році з'являється нова модель — 10CV з мотором об'ємом в 1.95 літра. Слідом за нею — модель 15CV.
Вона має робочий об'єм в 2.1 літра. На наступний рік модель 10 замінили більш потужною 11, об'єм мотора у якої збільшений на 50 кубиків.
Всі ці автомобілі оснащені барабанними гальмами всіх коліс і 4-ступінчастими коробками передач. З 1923 року у виробництві залишається тільки 1000С.

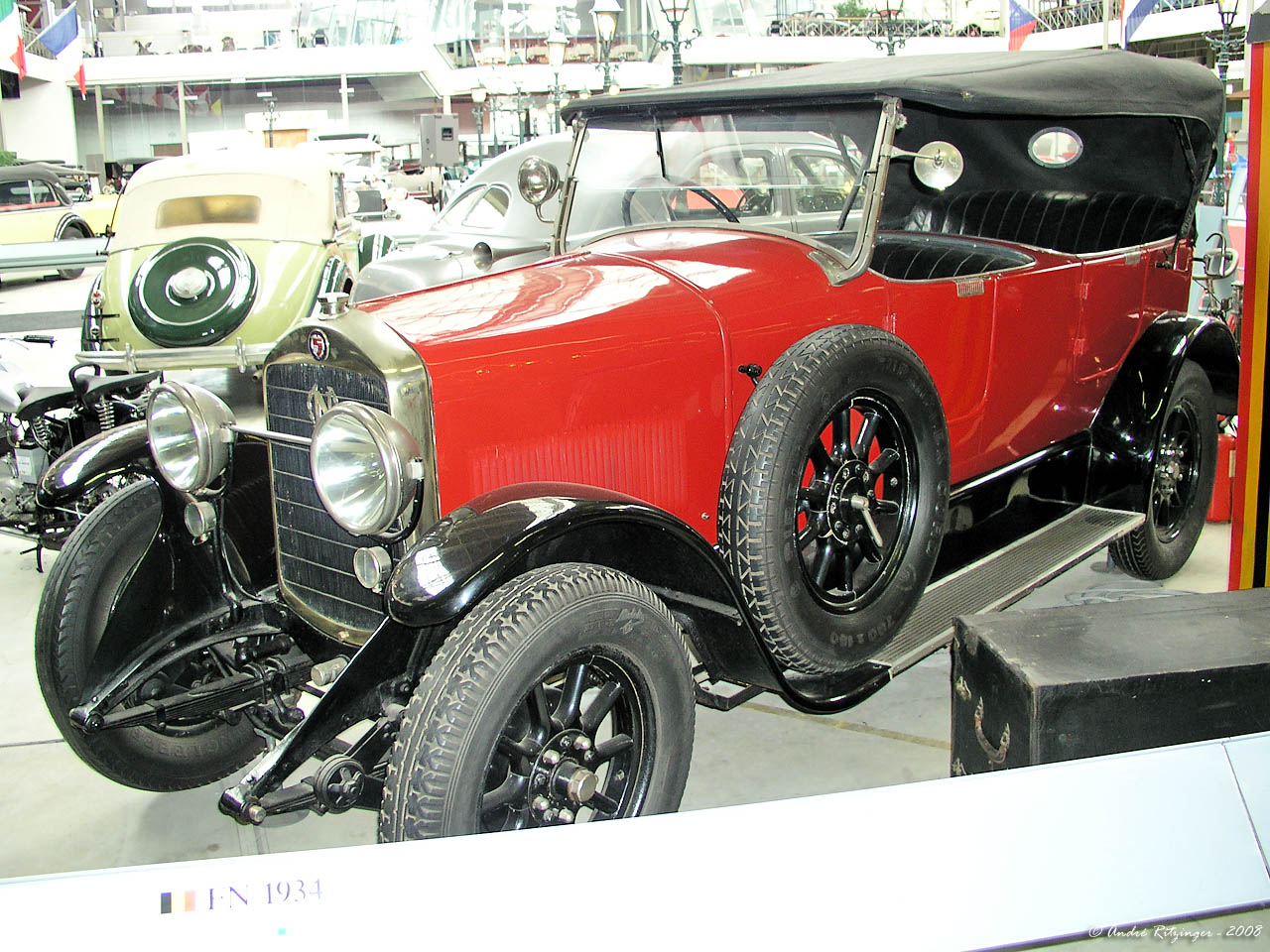
Nagant 1000C

Модель 1000С успішно брала участь у гонках. У 1925 році в класі до 3-х літрів на гонці Grand Prix Spa автомобілі прийшли до фінішу раніше за конкурентів (1 і 2 місця).
У 1925 році Наган випускає нову модель — 20CV, машина має 6-циліндровий мотор об'ємом в 3.0 л. Через рік з'являється автомобіль з таким же кузовом, але з мотором в 2 л.
У 1926 році виходить в світ остання серійна машина, яка носить назву Ricardo, автомобіль цієї серії має 6-циліндровий мотор об'ємом 2.0, 2.2 і 2.4 л. Випускалися вони до 1928 року.

## Nagant у складі компанії Imperia. Припинення виробництва автомобілів. Закриття компанії
Але останнім авто, яким фірма здивувала публіку, було спортивне авто з мотором 1.5 літра, цей мотор мав механічний нагнітач, який дозволяв знімати до 63 к.с.. Було це в 1927 році на Паризькій автомобільній виставці. Мотор розробили інженери Ханок і Девандр. Але, на жаль, машині не судилося піти в серію, бо в 1928 році фірму купив бельгійський гігант Imperia. І автомобілі з лавровим вінком, в який була вписана буква «N», залишилися в історії.

## Список автомобілів Nagant
- 1896 — Прототип Nagant
- 1905 — Nagant La Locomotrice
- 1906 — Nagant 35/40CV
- 1907 — Nagant 20/30CV
- 1908 — Nagant 14/16CV
- 1911 — Nagant 10/12CV
  - Nagant 35/45CV
- 1913 — Nagant 8000
  - Nagant 7000 I
  - Nagant 7000 II
  - Nagant 9000
  - Nagant 6000 I
  - Nagant 6000 II
- 1914 — Nagant 20/25CV
- 1919 — Nagant 2000
- 1921 — Nagant 10CV
  - Nagant 15CV
- 1922 — Nagant 11CV
- 1923 — Nagant 1000C
- 1925 — Nagant 20CV
- 1926 — Nagant Ricardo